# Canisy
Canisy ist eine französische Gemeinde mit 1.723 Einwohnern (Stand 1. Januar 2022) im Département Manche in der Region Normandie. Sie gehört zum Kanton Saint-Lô-2.

## Geografie
Canisy liegt im Norden Frankreichs auf der Halbinsel Cotentin, acht Kilometer südwestlich der Arrondissements-Hauptstadt Saint-Lô. Nachbargemeinden von Canisy waren bis zum 31. Dezember 2016 Le Mesnil-Amey im Nordwesten, Saint-Gilles im Norden, Saint-Ébremond-de-Bonfossé im Osten und Quibou im Südwesten.
Das Gemeindegebiet umfasst 18,38 km², die mittlere Höhe beträgt 78 Meter über dem Meeresspiegel, die Mairie steht auf einer Höhe von 62 Metern. Die Terrette, ein Nebenfluss der Taute, und die Joigne fließen durch das Gemeindegebiet.
Canisy ist einer Klimazone des Typs Cfb (nach Köppen und Geiger) zugeordnet: Warmgemäßigtes Regenklima (C), vollfeucht (f), wärmster Monat unter 22 °C, mindestens vier Monate über 10 °C (b). Es herrscht Seeklima mit gemäßigtem Sommer.

## Gliederung
| Ortsteil                     | ehemaliger INSEE-Code | Fläche (km²) | Einwohnerzahl zum 1. Januar 2022 |
| ---------------------------- | --------------------- | ------------ | -------------------------------- |
| Canisy (Verwaltungssitz)     | 50095                 | 06,25        | 1.023                            |
| Saint-Ébremond-de-Bonfossé00 | 50465                 | 11,90        | .0700                            |

## Geschichte
Im Zweiten Weltkrieg wurde Canisy von der deutschen Armee besetzt, die das Schloss Canisy als Operationsbasis nutzte. Im August 1944 wurde Canisy durch die Operation Cobra befreit, das Schloss dabei jedoch schwer beschädigt.
Saint-Ébremond-de-Bonfossé wurde mit Wirkung vom 1. Januar 2017 eingemeindet. Seither ist Canisy eine Commune nouvelle.

## Kultur und Sehenswürdigkeiten

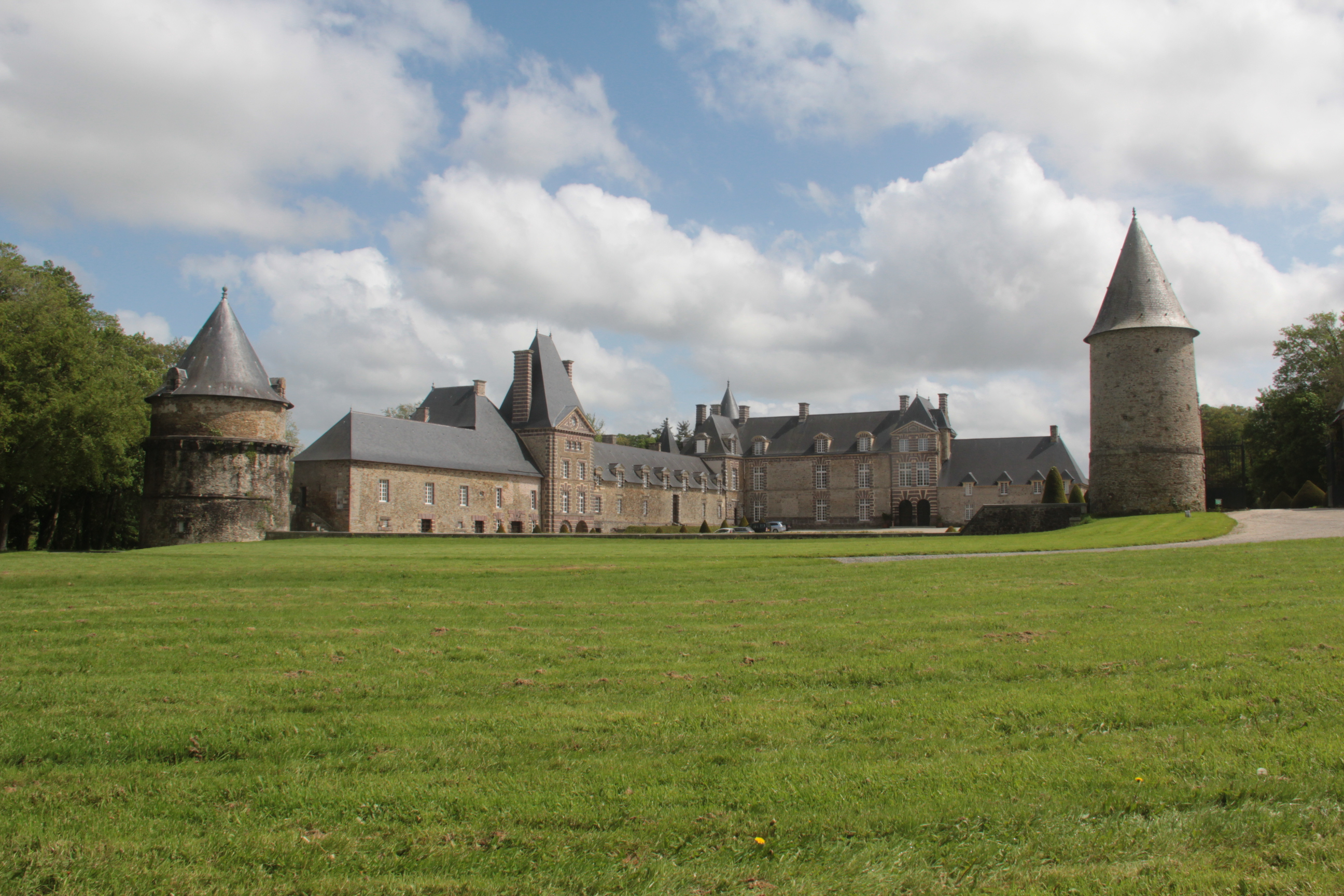
Schloss Canisy

Das Schloss Canisy wurde im Mittelalter erbaut und im 16., 18. und 19. Jahrhundert umgebaut. Es ist umgeben von 30 Hektar Park. Das Anwesen ist so groß, dass es sich zum Teil auf dem Gebiet der Gemeinde Saint-Gilles befindet. Der Park wurde in der ersten Hälfte des 17. Jahrhunderts angelegt, ab 1830 im englischen Stil neu eingerichtet und später, ab 1925, von dem Landschaftsarchitekten Achille Duchêne (1866–1947) im neoklassizistischen Stil umgestaltet.
Einige bemerkenswerte Nebengebäude sind erhalten geblieben, dazu gehören die alten Stallungen, die Orangerie, die Gewächshäuser und der angrenzende Gemüsegarten. Die Stallungen der Ferme de la Mesnagerie entstanden 1854, die Scheune der Ferme de Saint-Gilles und der runde Gemüsegarten entstanden um 1850. Die 1815 erbaute Mühle von Saint-Gilles und die Mühle von Canisy gehörten ebenfalls zu dem Anwesen.
Das Schloss ist teilweise als Monument historique (‚historisches Denkmal‘) klassifiziert, zum Teil in das Zusatzverzeichnis  der Monuments historiques eingetragen. Es befindet sich im Privatbesitz.
In der Kirche Saint-Pierre steht bemalte und vergoldete Kalksteinstatue der Jungfrau mit dem Kinde aus dem 14. Jahrhundert. Die Statue wurde 1974 als historisches Denkmal eingestuft.

## Lokale Produkte
Auf dem Gemeindegebiet gelten kontrollierte Herkunftsbezeichnungen (AOC) für Camembert de Normandie, Pont-l’Évêque (Käse), Calvados, Pommeau de Normandie und Lammfleisch (Prés-salés du Mont-Saint-Michel). Die Lämmer weiden auf salzigen Wiesen an der Baie du Mont-Saint-Michel. Außerdem gelten geschützte geographische Angaben (IGP) für Schweinefleisch (Porc de Normandie), Geflügel (Volailles de Normandie) und Cidre der Bezeichnungen de Normandie oder normand.

## Persönlichkeiten
- Jean Follain (* 1903 in Canisy; † 1971 in Paris), Schriftsteller. Er erhielt den Literaturpreis Grand prix de littérature de l’Académie française 1970. 1942 schrieb er ein Buch über seinen Geburtsort.[7]